# Clásico Universitario Ecuatoriano
El Clásico Universitario es un partido de fútbol del Ecuador en el que se enfrentan Liga de Quito y Universidad Católica, uno de los equipos más importantes de la ciudad de Quito, es un encuentro de las universidades más triunfales en el fútbol ecuatoriano y dos de los equipos más importantes de la ciudad de Quito. Es uno de los partidos más importantes y tradicionales del fútbol quiteño. La rivalidad entre estos dos equipos ecuatorianos comenzó el 28 de agosto de 1966.

## Goleadas históricas deLigaaUniversidad Católica
18 de octubre de 1969, Liga 6 - U. Católica 1. 
27 de septiembre de 2008, Liga 4 - U. Católica 0, goles de Franklin Salas 33', Agustín Delgado 56', Edder Vaca 64' y Agustín Delgado 84'.

## Goleadas históricas deUniversidad CatólicaaLiga
13 de julio de 2019, U. Católica 5 - Liga 1, goles de Andrés López 10', Walter Chalá 33' y 69', Luis Amarilla 50' y Bruno Vides 90'. Descontó Anderson Julio al 80'.
8 de julio de 1980, U. Católica 4 - Liga 1.
24 de julio de 2022, U. Católica 4 - Liga 0. goles de Anderson Ordóñez 5', autogol de Juan Luis Anangonó al 31', Arón Rodríguez 33' e Ismael Díaz 69'.

## Historial

### Campeonato Nacional
| Partido N.º | Fecha      | Equipo          | Equipo          | Estadio            |
| ----------- | ---------- | --------------- | --------------- | ------------------ |
| 1           | 1966       | Liga de Quito 3 | U. Católica 1   | Olímpico Atahualpa |
| 2           | 1966       | U. Católica 0   | Liga de Quito 3 | Olímpico Atahualpa |
| 3           | 1969       | Liga de Quito 1 | U. Católica 0   | Olímpico Atahualpa |
| 4           | 1969       | U. Católica 1   | Liga de Quito 6 | Olímpico Atahualpa |
| 5           | 1970       | Liga de Quito 1 | U. Católica 0   | Olímpico Atahualpa |
| 6           | 1970       | U. Católica 0   | Liga de Quito 0 | Olímpico Atahualpa |
| 7           | 1971       | U. Católica 2   | Liga de Quito 0 | Olímpico Atahualpa |
| 8           | 1971       | Liga de Quito 1 | U. Católica 1   | Olímpico Atahualpa |
| 9           | 1971       | Liga de Quito 2 | U. Católica 0   | Olímpico Atahualpa |
| 10          | 1971       | U. Católica 0   | Liga de Quito 1 | Olímpico Atahualpa |
| 11          | 1972       | Liga de Quito 3 | U. Católica 2   | Olímpico Atahualpa |
| 12          | 1972       | U. Católica 1   | Liga de Quito 0 | Olímpico Atahualpa |
| 13          | 1974       | U. Católica 1   | Liga de Quito 1 | Olímpico Atahualpa |
| 14          | 1974       | Liga de Quito 1 | U. Católica 3   | Olímpico Atahualpa |
| 15          | 1975       | U. Católica 1   | Liga de Quito 0 | Olímpico Atahualpa |
| 16          | 1975       | Liga de Quito 1 | U. Católica 1   | Olímpico Atahualpa |
| 17          | 1975       | Liga de Quito 2 | U. Católica 3   | Olímpico Atahualpa |
| 18          | 1975       | U. Católica 1   | Liga de Quito 3 | Olímpico Atahualpa |
| 19          | 1975       | Liga de Quito 1 | U. Católica 0   | Olímpico Atahualpa |
| 20          | 1975       | U. Católica 2   | Liga de Quito 2 | Olímpico Atahualpa |
| 21          | 1976       | U. Católica 0   | Liga de Quito 0 | Olímpico Atahualpa |
| 22          | 1976       | Liga de Quito 1 | U. Católica 1   | Olímpico Atahualpa |
| 23          | 1976       | Liga de Quito 3 | U. Católica 1   | Olímpico Atahualpa |
| 24          | 1976       | U. Católica 0   | Liga de Quito 2 | Olímpico Atahualpa |
| 25          | 1977       | Liga de Quito 1 | U. Católica 0   | Olímpico Atahualpa |
| 26          | 1977       | U. Católica 0   | Liga de Quito 0 | Olímpico Atahualpa |
| 27          | 1977       | Liga de Quito 0 | U. Católica 0   | Olímpico Atahualpa |
| 28          | 1977       | U. Católica 4   | Liga de Quito 2 | Olímpico Atahualpa |
| 29          | 1977       | U. Católica 2   | Liga de Quito 0 | Olímpico Atahualpa |
| 30          | 1977       | Liga de Quito 3 | U. Católica 2   | Olímpico Atahualpa |
| 31          | 1978       | Liga de Quito 2 | U. Católica 2   | Olímpico Atahualpa |
| 32          | 1978       | U. Católica 3   | Liga de Quito 0 | Olímpico Atahualpa |
| 33          | 1979       | Liga de Quito 2 | U. Católica 0   | Olímpico Atahualpa |
| 34          | 1979       | U. Católica 0   | Liga de Quito 1 | Olímpico Atahualpa |
| 35          | 1979       | Liga de Quito 0 | U. Católica 1   | Olímpico Atahualpa |
| 36          | 1979       | U. Católica 2   | Liga de Quito 1 | Olímpico Atahualpa |
| 37          | 1980       | Liga de Quito 1 | U. Católica 0   | Olímpico Atahualpa |
| 38          | 1980       | U. Católica 4   | Liga de Quito 1 | Olímpico Atahualpa |
| 39          | 1980       | Liga de Quito 0 | U. Católica 3   | Olímpico Atahualpa |
| 40          | 1980       | U. Católica 1   | Liga de Quito 1 | Olímpico Atahualpa |
| 41          | 1981       | U. Católica 2   | Liga de Quito 2 | Olímpico Atahualpa |
| 42          | 1981       | Liga de Quito 1 | U. Católica 1   | Olímpico Atahualpa |
| 43          | 1981       | Liga de Quito 1 | U. Católica 1   | Olímpico Atahualpa |
| 44          | 1981       | U. Católica 0   | Liga de Quito 2 | Olímpico Atahualpa |
| 45          | 1982       | Liga de Quito 0 | U. Católica 1   | Olímpico Atahualpa |
| 46          | 1982       | U. Católica 0   | Liga de Quito 0 | Olímpico Atahualpa |
| 47          | 1982       | U. Católica 1   | Liga de Quito 0 | Olímpico Atahualpa |
| 48          | 1982       | Liga de Quito 0 | U. Católica 0   | Olímpico Atahualpa |
| 49          | 1983       | Liga de Quito 0 | U. Católica 0   | Olímpico Atahualpa |
| 50          | 1983       | U. Católica 0   | Liga de Quito 1 | Olímpico Atahualpa |
| 51          | 1984       | Liga de Quito 2 | U. Católica 1   | Olímpico Atahualpa |
| 52          | 1984       | U. Católica 1   | Liga de Quito 0 | Olímpico Atahualpa |
| 53          | 1985       | Liga de Quito 0 | U. Católica 1   | Olímpico Atahualpa |
| 54          | 1985       | U. Católica 1   | Liga de Quito 2 | Olímpico Atahualpa |
| 55          | 1987       | Liga de Quito 1 | U. Católica 0   | Olímpico Atahualpa |
| 56          | 1987       | U. Católica 1   | Liga de Quito 2 | Olímpico Atahualpa |
| 57          | 1988       | Liga de Quito 0 | U. Católica 1   | Olímpico Atahualpa |
| 58          | 1988       | U. Católica 1   | Liga de Quito 2 | Olímpico Atahualpa |
| 59          | 1991       | Liga de Quito 2 | U. Católica 1   | Olímpico Atahualpa |
| 60          | 1991       | U. Católica 1   | Liga de Quito 1 | Olímpico Atahualpa |
| 61          | 1991       | Liga de Quito 0 | U. Católica 0   | Olímpico Atahualpa |
| 62          | 1991       | U. Católica 2   | Liga de Quito 2 | Olímpico Atahualpa |
| 63          | 1992       | Liga de Quito 2 | U. Católica 0   | Olímpico Atahualpa |
| 64          | 1992       | U. Católica 1   | Liga de Quito 2 | Olímpico Atahualpa |
| 65          | 30-03-2008 | U. Católica 0   | Liga de Quito 2 | Olímpico Atahualpa |
| 66          | 03-05-2008 | Liga de Quito 1 | U. Católica 1   | Rodrigo Paz        |
| 67          | 19-07-2008 | U. Católica 3   | Liga de Quito 0 | Olímpico Atahualpa |
| 68          | 27-09-2008 | Liga de Quito 4 | U. Católica 0   | Rodrigo Paz        |
| 69          | 18-04-2010 | Liga de Quito 2 | U. Católica 1   | Rodrigo Paz        |
| 70          | 25-04-2010 | U. Católica 1   | Liga de Quito 1 | Olímpico Atahualpa |
| 71          | 13-09-2010 | Liga de Quito 1 | U. Católica 0   | Rodrigo Paz        |
| 72          | 28-09-2010 | U. Católica 2   | Liga de Quito 1 | Olímpico Atahualpa |
| 73          | 26-01-2013 | Liga de Quito 2 | U. Católica 1   | Rodrigo Paz        |
| 74          | 30-06-2013 | U. Católica 1   | Liga de Quito 2 | Olímpico Atahualpa |
| 75          | 07-07-2013 | Liga de Quito 0 | U. Católica 3   | Rodrigo Paz        |
| 76          | 08-12-2013 | U. Católica 1   | Liga de Quito 0 | Olímpico Atahualpa |
| 77          | 15-03-2014 | Liga de Quito 0 | U. Católica 2   | Rodrigo Paz        |
| 78          | 19-04-2014 | U. Católica 3   | Liga de Quito 1 | Olímpico Atahualpa |
| 79          | 13-08-2014 | U. Católica 1   | Liga de Quito 2 | Olímpico Atahualpa |
| 80          | 10-12-2014 | Liga de Quito 1 | U. Católica 2   | Rodrigo Paz        |
| 81          | 15-03-2015 | Liga de Quito 3 | U. Católica 0   | Rodrigo Paz        |
| 82          | 03-05-2015 | U. Católica 1   | Liga de Quito 1 | Olímpico Atahualpa |
| 83          | 25-07-2015 | Liga de Quito 1 | U. Católica 1   | Rodrigo Paz        |
| 84          | 06-12-2015 | U. Católica 2   | Liga de Quito 1 | Olímpico Atahualpa |
| 85          | 06-03-2016 | Liga de Quito 1 | U. Católica 1   | Rodrigo Paz        |
| 86          | 25-06-2016 | U. Católica 0   | Liga de Quito 0 | Olímpico Atahualpa |
| 87          | 10-09-2016 | U. Católica 0   | Liga de Quito 1 | Olímpico Atahualpa |
| 88          | 29-10-2016 | Liga de Quito 2 | U. Católica 2   | Rodrigo Paz        |
| 89          | 11-03-2017 | U. Católica 3   | Liga de Quito 0 | Olímpico Atahualpa |
| 90          | 05-07-2017 | Liga de Quito 1 | U. Católica 0   | Rodrigo Paz        |
| 91          | 24-09-2017 | Liga de Quito 3 | U. Católica 0   | Rodrigo Paz        |
| 92          | 29-09-2017 | U. Católica 2   | Liga de Quito 3 | Olímpico Atahualpa |
| 93          | 04-03-2018 | U. Católica 1   | Liga de Quito 2 | Olímpico Atahualpa |
| 94          | 02-07-2018 | Liga de Quito 2 | U. Católica 1   | Rodrigo Paz        |
| 95          | 03-10-2018 | Liga de Quito 1 | U. Católica 0   | Rodrigo Paz        |
| 96          | 13-10-2018 | U. Católica 0   | Liga de Quito 1 | Olímpico Atahualpa |
| 97          | 16-02-2019 | U. Católica 0   | Liga de Quito 0 | Olímpico Atahualpa |
| 98          | 13-07-2019 | Liga de Quito 1 | U. Católica 5   | Rodrigo Paz        |
| 99          | 23-11-2019 | Liga de Quito 2 | U. Católica 3   | Rodrigo Paz        |
| 100         | 27-11-2019 | U. Católica 0   | Liga de Quito 2 | Olímpico Atahualpa |
| 101         | 19-08-2020 | Liga de Quito 2 | U. Católica 1   | Rodrigo Paz        |
| 102         | 05-12-2020 | U. Católica 2   | Liga de Quito 0 | Olímpico Atahualpa |
| 103         | 06-03-2021 | Liga de Quito 2 | U. Católica 1   | Rodrigo Paz        |
| 104         | 07-08-2021 | U. Católica 2   | Liga de Quito 2 | Olímpico Atahualpa |
| 105         | 05-03-2022 | Liga de Quito 2 | U. Católica 1   | Rodrigo Paz        |
| 106         | 24-07-2022 | U. Católica 4   | Liga de Quito 0 | Olímpico Atahualpa |
| 107         | 29-04-2023 | U. Católica 0   | Liga de Quito 4 | Olímpico Atahualpa |
| 108         | 01-11-2023 | Liga de Quito 1 | U. Católica 0   | Rodrigo Paz        |
| 109         | 25-05-2024 | Liga de Quito 2 | U. Católica 1   | Rodrigo Paz        |
| 110         | 24-11-2024 | U. Católica 2   | Liga de Quito 4 | Olímpico Atahualpa |

### Campeonato Nacional Serie B
| Partido N.º | Fecha      | Equipo          | Equipo          | Estadio            |
| ----------- | ---------- | --------------- | --------------- | ------------------ |
| 1           | 07-04-2001 | U. Católica 1   | Liga de Quito 4 | Olímpico Atahualpa |
| 2           | 29-04-2001 | Liga de Quito 2 | U. Católica 2   | Rodrigo Paz        |
| 3           | 18-08-2001 | Liga de Quito 1 | U. Católica 1   | Rodrigo Paz        |
| 4           | 08-09-2001 | U. Católica 1   | Liga de Quito 4 | Olímpico Atahualpa |

### Historial total
Para confeccionar esta tabla se toman en cuenta sólo los partidos por torneos. No se toman en cuenta los amistosos.
Actualizado el 24 de noviembre de 2024.
| Motivo                      | PJ  | GL | E  | GUC | GolL | GolUC |
| --------------------------- | --- | -- | -- | --- | ---- | ----- |
| Campeonato Nacional         | 110 | 52 | 28 | 30  | 145  | 122   |
| Campeonato Nacional Serie B | 4   | 2  | 2  | 0   | 11   | 5     |
| Total                       | 114 | 54 | 30 | 30  | 156  | 127   |

| PJ: Partidos Jugados        |
| GL: Ganador Liga            |
| GUC: Ganador U. Católica    |
| E: Empate                   |
| GolL: Goles de Liga         |
| GolUC: Goles de U. Católica |

### Títulos por club
| Amateurs            | 3  | 1 | 4  |
| Interandino         | 6  | 1 | 7  |
| Segunda Categorìa   | 1  | 1 | 2  |
| Serie A             | 13 | 0 | 13 |
| Serie B             | 2  | 3 | 5  |
| Copa Libertadores   | 1  | 0 | 1  |
| Copa Sudamericana   | 2  | 0 | 2  |
| Recopa Sudamericana | 2  | 0 | 2  |
| Total               | 30 | 6 | 36 |